# 梅薩洛河
梅薩洛河（Rio Messalo）是東非國家莫桑比克的河流，位於該國東北部，河道全長530公里，流域面積24,000平方公里，流經尼亞薩省，最終注入莫桑比克海峽。